# Panical Confusion
《Panical Confusion》是Escu:de在2015年3月27日發售的戀愛冒險類型成人遊戲。

## 故事
魔法使塚原劍二奉命帶回逃離故鄉的穗乃香，便隱瞞自己身份來到君代學園。之後劍二與穗乃香為此發生爭執時，卻意外被綾芽和七穗發現兩人身份並且開始一直出現不明魔法。

## 角色
塚原劍二
本作男主角，住在「魔法使之里」的魔法使，瑪麗亞的徒弟，君代學園2年級學生。
花菱穗乃香（聲優：小倉結衣）
身高：152cm，三圍：B85（E）/W58/H81
劍二的師姊和同學，擁有祖先傳承強大魔力的魔法使。由於無法承受繼承家族稱號的壓力加上憧憬外界的學生生活而逃離故鄉。
黑木綾芽（聲優：かわしまりの）
身高：160cm，三圍：B92（G)/W60/H83
劍二的同學，黑木神社的巫女。

身高：150cm，三圍：B80（E）/W50/H76
劍二的同學，擁有日本與北歐的混血，雙親在國外生活。

身高：146cm，三圍：B70（B）/W50/H72
劍二用魔法誕生的同伴，能夠化身人形的寶石。
天道瑪麗亞
身高：165cm，三圍：B88（E）/W57/H80
劍二和穗乃香的師父，擁有稱號的魔法使。

## 工作人員
- 原畫：白もち桜、水月あるみ、師走ほりお、あげきち
- 劇本：樹原新、カズマ、後馬久人、JUN
- 音樂：TOY
- 程式：KIT
- 設計：はなたかれとも、蒼瀬
- 背景：スタヂオ誉、望月侑
- 影片：NIRAI-KANAI
- 監製：モリノ

## 主題曲
遊戲的片頭曲「Come Home! Princess」是由Kato.yoshihal擔任作詞，Taishi擔任作曲和編曲，擔任主唱。

## 外部連結
- 官方網站（页面存档备份，存于）（日語）